# Élections législatives de 1956 dans l'Eure
Les élections législatives françaises de 1956 se tiennent le 2 janvier. Ce sont les dernières élections législatives de la Quatrième république, après les élections de novembre 1946 et de juin 1951.

## Mode de scrutin
L'Assemblée nationale est composée de 626 sièges pourvus au scrutin proportionnel plurinominal suivant la règle de la plus forte moyenne dans le cadre départemental, sans panachage.
Le vote préférentiel est admis, en inscrivant un numéro d'ordre en face du nom d'un, de plusieurs ou de tous les candidats de la liste. Mais l'ordre ne pourra être modifié que si au moins la moitié des suffrages portés sur la liste est numéroté. Dans les faits les modifications ne dépasseront jamais les 7%.
La loi électorale du 7 mai 1951, dite loi des apparentements, reste en vigueur. Elle permet à la base une répartition des sièges à la représentation proportionnelle dans le département, mais si des listes « apparentées » avant le déroulement du scrutin obtiennent ensemble une majorité absolue de suffrages exprimés, elles reçoivent directement tous les sièges à pourvoir.
Dans le département de l'Eure, quatre députés sont à élire.

## Élus
| Député sortant       | Parti | Parti   | Député élu ou réélu  | Parti | Parti   |
| -------------------- | ----- | ------- | -------------------- | ----- | ------- |
| Pierre Mendès France |       | Rad-soc | Pierre Mendès France |       | Rad-soc |
| Albert Forcinal      |       | Rad-soc | Gilbert Martin       |       | Rad-soc |
| André Cavelier       |       | Rad-soc | Rolland Plaisance    |       | PCF     |
| Bernard Pluchet      |       | CNIP    | Jean Lainé           |       | CNIP    |

## Résultats

### Résultats à l'échelle du département
- Un apparentement de type Front Républicain est concrétisé entre les listes Rad-soc et SFIO.
- Un autre est conclu en soutien à la majorité sortante, entre les listes CNIP-MRP et CNIP diss.

|                   |                                                                   | Pierre Mendès France Parti radical                           | 59 822  | 37,14  | 2 |  |  |
|                   | Augustin Azémia Section française de l'Internationale ouvrière    | 7 825                                                        | 4,86    | -      |   |  |  |
| Liste apparentées | Liste apparentées                                                 | 67 647                                                       | 42,00   | 2      |   |  |  |
|                   |                                                                   | Jean Lainé Centre national des indépendants et paysans (MRP) | 23 952  | 14,87  | 1 |  |  |
|                   | Jean de Broglie diss. Centre national des indépendants et paysans | 13 963                                                       | 8,63    | -      |   |  |  |
| Liste apparentées | Liste apparentées                                                 | 37 915                                                       | 23,54   | 1      |   |  |  |
|                   | Rolland Plaisance Parti communiste français                       | Rolland Plaisance Parti communiste français                  | 31 427  | 19,51  | 1 |  |  |
|                   | Claude Bauche Union et fraternité française                       | Claude Bauche Union et fraternité française                  | 10 821  | 6,72   | - |  |  |
|                   | Albert Forcinal Socialistes indépendants                          | Albert Forcinal Socialistes indépendants                     | 8 658   | 5,38   | - |  |  |
|                   | André Roulland Républicains sociaux                               | André Roulland Républicains sociaux                          | 2 480   | 1,54   | - |  |  |
|                   | André Caye Centre d'action des gauches indépendantes (LJR)        | André Caye Centre d'action des gauches indépendantes (LJR)   | 0       | 0,00   | - |  |  |
|                   | Anne-Marie Lannuzel Centre républicain d'action paysanne          | Anne-Marie Lannuzel Centre républicain d'action paysanne     | 0       | 0,00   | - |  |  |
|                   | Basile Semeria Centre national des indépendants de gauche         | Basile Semeria Centre national des indépendants de gauche    | 0       | 0,00   | - |  |  |
|                   | Jehan Knoll-Demars Extrême droite (Réforme de l'État)             | Jehan Knoll-Demars Extrême droite (Réforme de l'État)        | 0       | 0,00   | - |  |  |
|                   |                                                                   |                                                              |         |        |   |  |  |
| Inscrits          | Inscrits                                                          | Inscrits                                                     | 198 566 | 100,00 | 4 |  |  |
| Abstentions       | Abstentions                                                       | Abstentions                                                  | 30 936  | 15,58  |   |  |  |
| Votants           | Votants                                                           | Votants                                                      | 167 630 | 84,42  |   |  |  |
| Blancs et nuls    | Blancs et nuls                                                    | Blancs et nuls                                               | 6 557   | 3,91   |   |  |  |
| Exprimés          | Exprimés                                                          | Exprimés                                                     | 161 073 | 96,09  |   |  |  |